# Günther Niedenführ
Günther Niedenführ (* 26. März 1888 in Wreschen; † 6. September 1961 in Vicente López, Argentinien) war deutscher Generalleutnant und Chef der Militärmission Argentinien.

## Leben
Schon in früher Jugendzeit hatte sich Günther Niedenführ auf einen militärischen Beruf orientiert und so begann er 1908, nach dem Schulabschluss seinen Entwicklungsweg als Fahnenjunker beim Fußartillerie-Regiment „Encke“ (Magdeburgisches) Nr. 4 der Preußischen Armee in Magdeburg. Zum Leutnant avancierte er 1910 und absolvierte zwei Jahre später eine militärisch-technische Ausbildung. Danach kehrte er zu seinem Regiment zurück, wo er als Adjutant verwendet wurde. In dieser Position erlebte er auch den Beginn des Ersten Weltkrieges und wurde nach dem ersten Kriegsjahr zum Oberleutnant befördert und rückte bis Mitte April 1917 zum Hauptmann auf. Zu diesem Zeitpunkt hatte er bereits erste Erfahrungen in der Stabsarbeit gesammelt. Zum Zeitpunkt des Waffenstillstand von Compiègne und dem Zusammenbruch des Kaiserreichs Ende 1918 befand er sich im Großen Generalstab.
Kurzfristig 1919 in ein Ersatzbataillon eingegliedert, erfolgte für Niedenführ im gleichen Jahr die Übernahme in die Reichswehr der Weimarer Republik. Zuerst beim 4. Artillerie-Regiment als Batterieoffizier eingesetzt, wechselte er im Herbst 1922 zum Stab der 1. Kavallerie-Division nach Frankfurt (Oder). Von dort erhielt er zwei Jahre später eine Kommandierung zur 3. Division nach Berlin. Auch hier blieb die Stabsarbeit sein wichtigstes Einsatzgebiet, wo er 1928 zum Major befördert wurde. Ab 1930 erhielt er Verwendung im Reichswehrministerium, wo er innerhalb des Truppenamtes in der Heeresabteilung (T 1) tätig wurde. Hier erfolgte dann 1932 seine Beförderung zum Oberstleutnant und 1934 zum Oberst. In diesem Rang stand er für ein Jahr dem Chef der Heeresleitung zur Verfügung. Formal schied er im Folgejahr aus dem militärischen Dienst aus, da er für einen Auslandseinsatz vorgesehen war.
Im Zeitraum von neun Monaten bereitete sich Niedenführ auf die vor ihm stehenden Aufgaben durch informelle Besuche in verschiedenen Arbeits- und Truppenbereichen vor, bis er dann im Oktober 1935 nach Argentinien entsandt wurde. Mit dem Status eines Militärberaters erhielt er an der deutschen Gesandtschaft in Buenos Aires seine diplomatische Anbindung. Geschäftsträger der deutschen Mission in Argentinien war zu dieser Zeit der Diplomat Edmund Freiherr von Thermann. Ab 1936 befand sich außerdem Fregattenkapitän Dietrich Niebuhr an der Gesandtschaft und übernahm im November das Amt des Marineattachés. Im Mai 1939 erhielt Niedenführ den Charakter als Generalmajor und wurde im Sommer 1940 als Militärattaché für Argentinien und Brasilien notifiziert. Seinen Dienstsitz wählte er jedoch in Rio de Janeiro. Als der in Argentinien eingesetzte Niebuhr Anfang 1941 wegen des Vorwurfs nachrichtendienstlicher Tätigkeit aus Argentinien ausgewiesen wurde, übernahm Niedenführ zusätzlich das Amt des Luftattachés mit. Kurz darauf wurde er zum Generalmajor z.V. befördert. Doch auch bei ihm erfolgte ein Jahr später die Anschuldigung, neben seiner diplomatischen Mission, in Lateinamerika nachrichtendienstlich tätig zu sein. Daraufhin musste auch er zum Sommer 1942 das Land verlassen.
Er kehrte nach Deutschland zurück und wurde hier in die Führerreserve beim Oberkommando der Wehrmacht aufgenommen. Von dort erhielt er eine Kommandierung zum Wehrwirtschaftsstab im Kaukasus als Inspekteur. Vor Ort eingetroffen verblieb er lediglich zwei Monate und kehrte zum Oktober 1942 erneut nach Berlin zurück. Dort wurde er der Heeresgruppe A als Wehrwirtschaftsführer zugeteilt. Dieser Einsatz wurde zum Jahreswechsel 1942/43 quittiert. Kurz darauf wurde Niedenführ aus der Wehrmacht verabschiedet. Jedoch erhielt er noch im Sommer 1943 die Beförderung zum Generalleutnant z.V. Ab diesem Zeitpunkt verlieren sich die Informationen über seinen weiteren Entwicklungsweg. Später kehrte Niedenführ nach Argentinien zurück. Dort verstarb er am 6. September 1961 in Vincente Lopez.